# Ebbe Lundgaard
Ebbe Lundgaard Jensen (25. august 1944 i Nykøbing Sjælland – 24. marts 2009 i Slots Bjergby) var en dansk politiker, FDB-formand og  kulturminister for Det Radikale Venstre.
Født i Nykøbing Sjælland. Søn af fhv. overlærer og gårdejer Svend Lundgaard og fhv. kirkesanger og hjemmegående husmor Signe Lundgaard.
Han blev cand.mag. fra Københavns Universitet i 1972, var lærer ved Grundtvigs Højskole Frederiksborg 1971-75, undervisningsassistent ved Københavns Universitet 1973-75, lærer ved Den Frie Lærerskole i Ollerup 1975-78, forstander for Skælskør Folkehøjskole 1978-85, sekretariatschef i Foreningen for Folkehøjskolerne i Danmark 1985-92, forstander ved Brandbjerg Højskole 1992-96 og formand for FDB i 1998.

## Politisk karriere

### De Radikale
Ebbe Lundgaard var kulturminister i Regeringen Poul Nyrup Rasmussen III fra 30. december 1996 til 23. marts 1998. Desuden var han midlertidigt medlem af Folketinget for Vestsjællands Amtskreds fra 20. april til 30. september 1993. 
Ebbe Lundgaard var medlem af Det Radikale Venstres hovedbestyrelse 1986-2007.
Lundgaard var partiets folketingskandidat i Nykøbing Sjælland-kredsen 1986-93. Ved valget i december 1990 blev han 2. stedfortræder for Ole Vig Jensen. Da Ole Vig Jensen i 1993 blev undervisningsminister, blev mandatet overtaget af Vibeke Grønbæk, der var viceborgmester i Vordingborg. Under Vibeke Grønbæks barselsorlov i 1993, var Ebbe Lundgaard midlertidigt medlem af Folketinget. 
I 1993-1998 var Ebbe Lundgaard radikal spidskandidat i Viborg Amtskreds, nomineret i Skivekredsen. Han opnåede dog ikke valg. 
Ebbe Lundgaard var radikal medlem af Skælskør Byråd 1990-92 og af Vejle Amtsråd 1994-96. 

### Ny Alliance
I august 2007 forlod Lundgaard den radikale hovedbestyrelse og tilsluttede sig samtidigt Ny Alliance. Ved valget i november 2007 opstillede Ebbe Lundgaard i Københavns Omegns Storkreds, hvor spidskandidaten var René la Cour Sell. Lundgaard opnåede en placering som 5. stedfortræder. 
I februar 2008 meldte Ebbe Lundgaard sig ud af Ny Alliance – kort tid efter at to af partiets fem folketingsmedlemmer, Gitte Seeberg og Malou Aamund, havde forladt partiet. Ifølge Skive Folkeblad var Ebbe Lundgaard utilfreds med partiets beslutning om entydigt at støtte VK-regeringen.